# Saint-Léger-sur-Roanne
Saint-Léger-sur-Roanne is een gemeente in het Franse departement Loire (regio Auvergne-Rhône-Alpes). De plaats maakt deel uit van het arrondissement Roanne. Saint-Léger-sur-Roanne telde op 1 januari 2022 1.159 inwoners.

## Geografie
De oppervlakte van Saint-Léger-sur-Roanne bedroeg op 1 januari 2022 4,51 vierkante kilometer; de bevolkingsdichtheid was toen 257 inwoners per km².

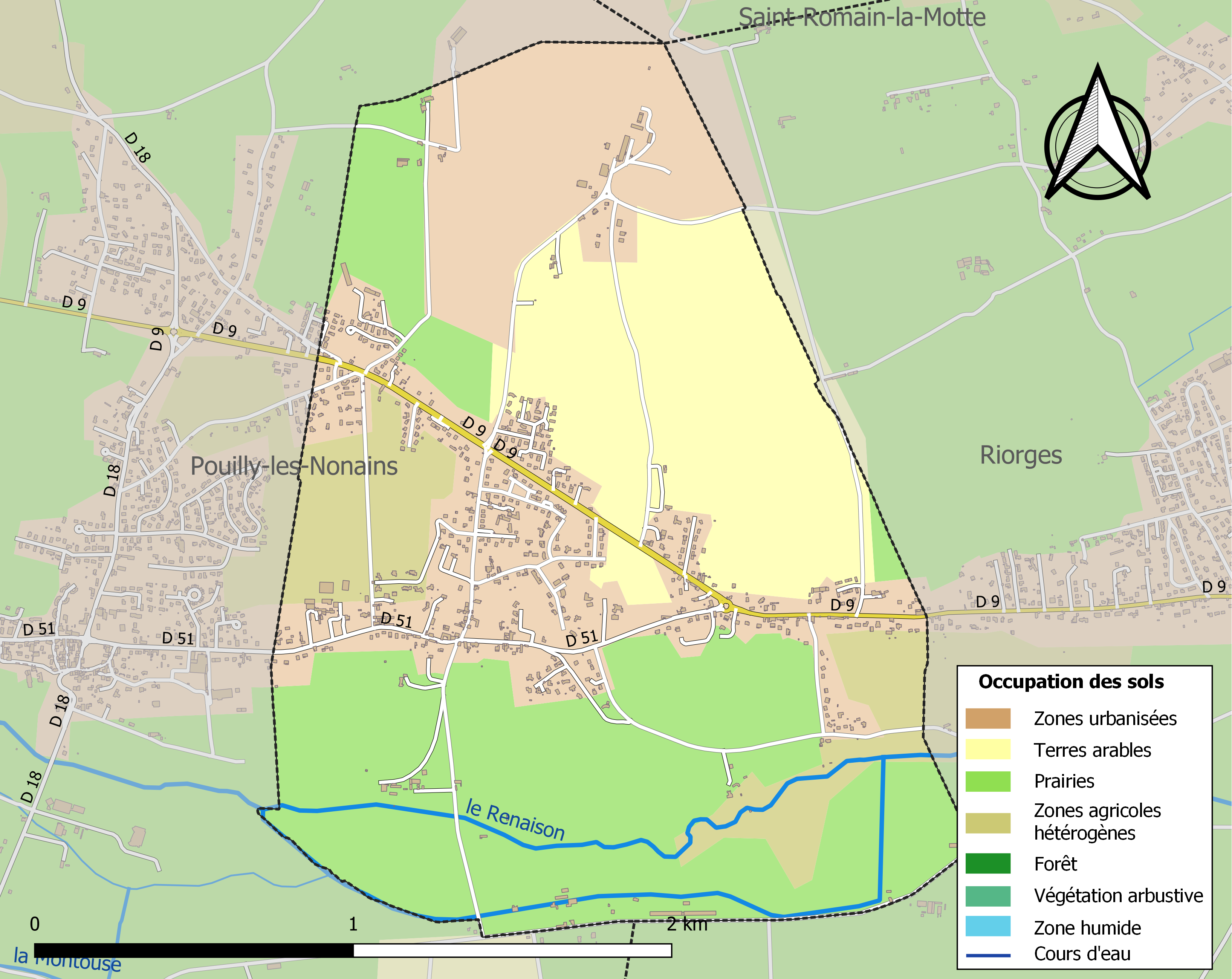
Kaart van de gemeente met de belangrijkste infrastructuur, bodemgebruik en omliggende gemeenten

## Demografie
Onderstaande figuur toont het verloop van het inwonertal (bron: INSEE-tellingen).